# Панагюріштенський скарб
Скарб Панагюріште (болг. Панагюрско златно съкровище) — скарб, знайдений братами Дейковими 8 грудня 1949 року поблизу болгарського міста Панагюриште. Складається з 9 золотих глечиків (ритони, амфори, піали) з рельєфними зображеннями. Датується 4 століттям до нашої ери. Зберігається в Археологічному музеї міста Пловдива.
Загальна вага дев'яти предметів скарбу, однієї фіали (блюда) і восьми ритонів, становить 6 163 кг. Вони виготовлені з чистого твердого золота 23 карата.
Вважається, що набір належав правителю Одриси і використовувався для здійснення ритуальних дій і релігійних таїнств.
За часів Радянського Союзу скарб експонувався у Музеї облазотворчих мистецтв імені Олександра Пушкіна у Москві. У 2014 році скарб виставлявся в Луврі.